# Prachatice - kostel
Prachatice - kostel este o arie protejată (arie specială de conservare — SAC, sit de importanță comunitară — SCI) din Republica Cehă întinsă pe o suprafață de 0,09 ha, integral pe uscat.

## Localizare
Centrul sitului Prachatice - kostel este situat la coordonatele 49°00′47″N 13°59′57″E / 49.013056°N 13.999167°E.

## Înființare
Situl Prachatice - kostel a fost declarat sit de importanță comunitară în aprilie 2005 pentru a proteja 1 specie de animale. Situl a fost protejat și ca arie specială de conservare în iulie 2012.

## Biodiversitate
Situată în ecoregiunea continentală, aria protejată nu include niciun habitat protejat.
La baza desemnării sitului se află o specie protejată de  mamifere: liliac comun (Myotis myotis).